# James G. Woodward

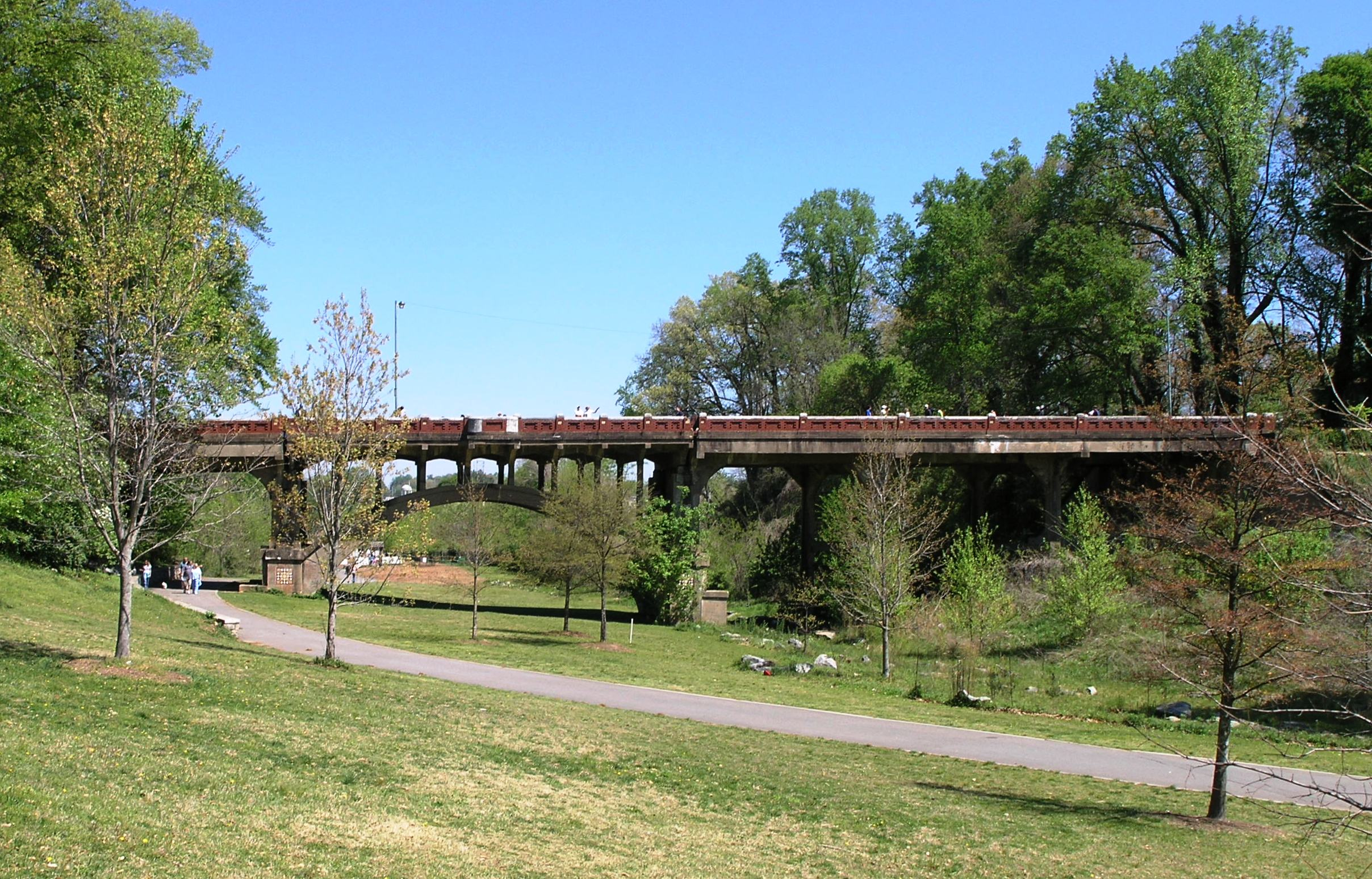
Woodward Bridge i Piedmont Park

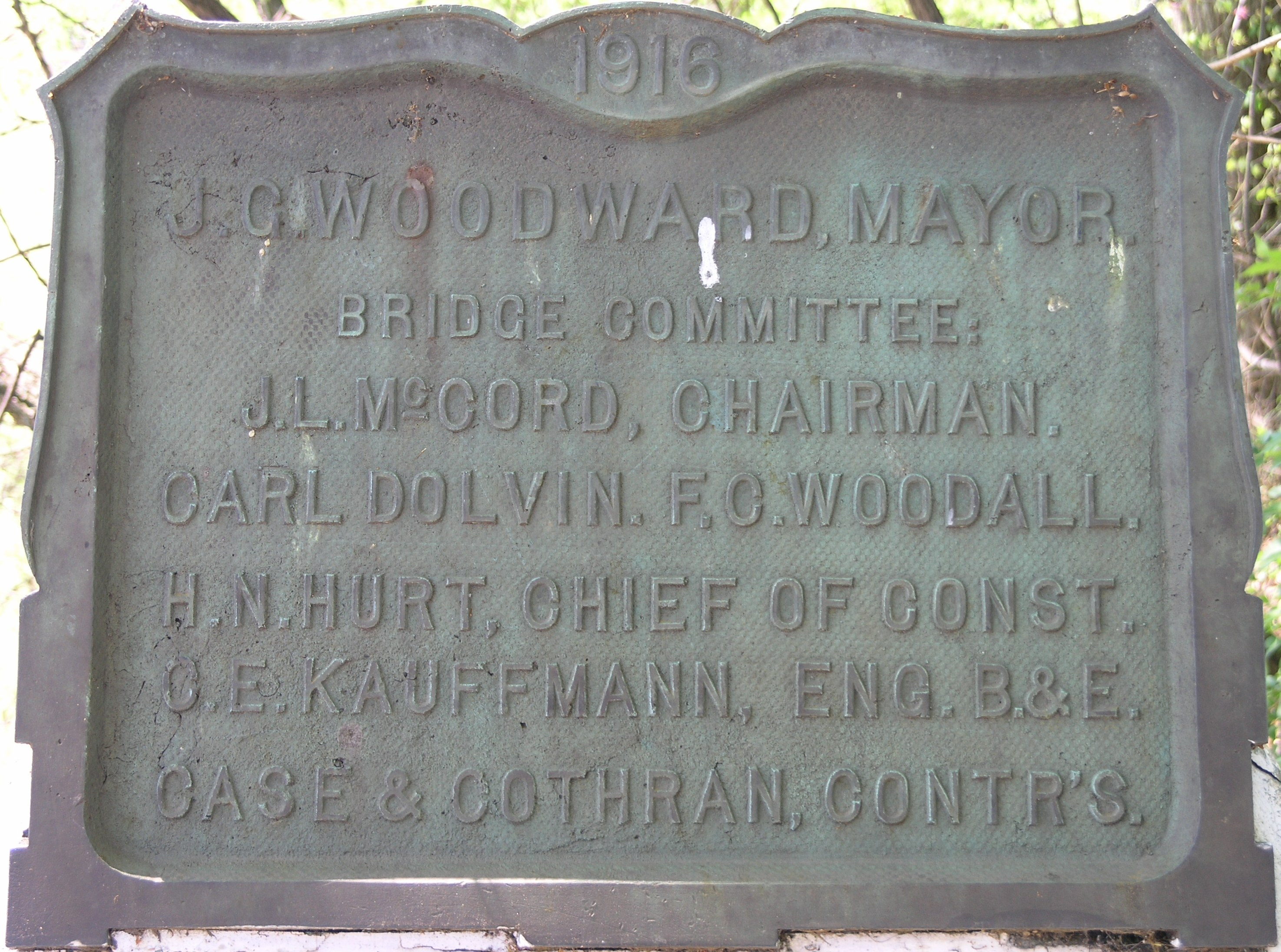
Minnestavla i Piedmont Park

James G. Woodward, född 14 januari 1845, död 29 augusti 1923, var en amerikansk demokratisk politiker. Han var borgmästare i Atlanta 1899–1901, 1905–1907 och 1913–1917.
Woodward efterträdde 1899 Charles Collier som borgmästare och efterträddes 1901 av Livingston Mims. Han tillträdde 1905 på nytt som borgmästare och efterträddes 1907 av Walthall Robertson Joyner. År 1913 tillträdde han en tredje gång som borgmästare och valdes sedan ännu för en fjärde tvåårig mandatperiod. År 1917 efterträddes han slutligen av Asa Griggs Candler.
Mot slutet av den första mandatperioden blev Woodward anhållen av polisen i december 1900 för att ha uppträtt sig berusad på allmän plats.